# Grande Prêmio da Áustria de 2020
Grande Prêmio da Áustria de 2020 (formalmente Formula 1 Rolex Grosser Preis von Österreich 2020) foi a primeira etapa do Campeonato Mundial de 2020 da Fórmula 1. Foi disputado em 5 de julho de 2020 no Red Bull Ring, Spielberg, Áustria. Esta etapa era prevista para ser a 11ª do Campeonato Mundial, contudo, por conta dos adiamentos e cancelamentos das etapas anteriores pela pandemia de COVID-19, em 2 de junho a FIA anunciou o início da temporada com a corrida austríaca na data originalmente planejada.
Pela primeira vez desde o Grande Prêmio de Mônaco de 1966 um campeonato de Fórmula 1 tem início em solo europeu.

## Relatório

### Antecedentes
Protesto da Red Bull contra Mercedes
Depois do treino livre de sexta-feira (03), a equipe austríaca, Red Bull Racing entrou com pedido formal de investigação à Federação Internacional de Automobilismo em relação ao "DAS", introduzido pelo time alemão na pré-temporada. A reclamação por parte da RBR já era esperada para o cancelado GP da Austrália, em março, mas acabou sendo adiada junto com o resto da temporada. Representantes de ambos os times encontrarão os comissários da FIA às 7h10 horário local (14h10 de Brasília) para discutir a questão. Contudo, um veredito por parte da Federação só será dado na manhã deste sábado, antes do terceiro treino livre. Em tom de deboche, a própria Mercedes anunciou a a ação por parte da rival, algo incomum aos times investigados. Os artigos usados pela RBR para entrar com o protesto formal foram o 3.8 e o 10.2.3. Enquanto o primeiro regula a parte aerodinâmica e quais peças podem ter influência neste aspecto, o segundo restringe ajustes na suspensão do carro enquanto este estiver em movimento. Independentemente do resultado da investigação, o sistema foi banido para 2021. Não se sabe se a proibição no novo regulamento já estava determinada previamente ou se foi uma reação da FIA às intenções da Mercedes de desenvolver o sistema para a temporada 2020.
A Mercedes nunca explicou com detalhes no que consiste o sistema, mas pelo que disse em Barcelona, o DAS auxilia na manutenção da temperatura dos pneus, que cai vertiginosamente nas retas, e não atua como dispositivo aerodinâmico, o que seria proibido pelo regulamento. A equipe alemã já afirmou diversas vezes ter consultado a FIA antes de desenvolver o sistema. O time revela que a primeira tentativa de introduzir o sistema foi ainda em 2019, mas FIA acabou vetando, já que o conjunto era acionado por uma alavanca. Contudo, após as mudanças na forma do acionamento, a Mercedes teria recebido sinal verde da Federação para o uso do "DAS".
A FIA (Federação Internacional de Automobilismo) rejeitou nesta sexta-feira um protesto movido pela RBR quanto à legalidade do "DAS" da Mercedes. O "DAS" é um sistema inovador que comanda certos movimentos do eixo de direção, e que foi introduzido nos testes de pré-temporada em Barcelona. Segundo um posicionamento longo da FIA, no qual a entidade detalha alguns aspectos técnicos e ressalta que o sistema é legal, a reclamação da equipe inglesa foi rejeitada "por não ter fundamento".

### Treino classificatório
Q1
O treino começou com os carros das equipes menos fortes tentando suas marcas. Dos favoritos, Verstappen foi o primeiro a marcar um bom tempo, com 1m04s326. Na primeira tentativa, a dupla da Mercedes não forçou, e Bottas ficou em quarto, a 0s2 de Max, com Hamilton apenas em 14º, 0s7 atrás do piloto da RBR. Logo depois, Hamilton melhorou sua marca e subiu para segundo, com 1m04s435. Quem teve bom desempenho na primeira tentativa foi Sainz, com 1m04s537. Faltando um minuto para o fim do Q1, Stroll colocou um novo jogo de pneus macios e assumiu o primeiro lugar com 1m04s309. Mas Verstappen veio logo em seguida e recuperou a liderança, com 1m04s024. Bottas também melhorou e subiu para segundo, 0s087 atrás do holandês, enquanto Hamilton pulou para terceiro, com 1m04s198. Na disputa pelas últimas vagas no Q2, Romain Grosjean conseguiu se classificar, enquanto o companheiro Kevin Magnussen foi eliminado com um tempo 0s070 pior. Alfa Romeo e Williams tiveram seus dois pilotos eliminados, com George Russell chegando a brigar por uma vaga no Q2 e Antonio Giovinazzi dando a única escapada da primeira parte do treino.
Eliminados: Kevin Magnussen (Haas), George Russell (Williams), Antonio Giovinazzi (Alfa Romeo), Kimi Raikkonen (Alfa Romeo) e Nicholas Latifi (Williams).
Q2
A Mercedes começou a mostrar força no começo do Q2, com Bottas marcando 1m03s530 e Hamilton cravando o melhor tempo do fim de semana até então, com 1m03s325. Na primeira série de tentativas, Norris levou a McLaren ao terceiro lugar, 0s6 atrás de Hamilton. Com pneus médios, Verstappen foi apenas o sexto na primeira parte do Q2. Já a Ferrari foi mal, com Leclerc em sétimo e Vettel apenas em décimo. Na série final de tentativas, Bottas assumiu a primeira posição no último minuto, com 1m03s015, enquanto Hamilton melhorou para 1m03s096, ficando em segundo. Albon subiu para terceiro na última tentativa e, com isso, jogou Vettel para 11º, eliminando o alemão. Leclerc também quase ficou fora do Q3 e, ao saber que fez o décimo tempo, disse: "Isso é louco...". Max Verstappen foi apenas o oitavo, mas abortou a sua última tentativa, com pneus macios, para que seu melhor tempo fosse o alcançado com pneus médios antes. Com isso, o holandês vai largar com esse composto, como manda o regulamento, e, dessa forma, fazer um primeiro trecho mais longo antes do pit stop. Já Racing Point e McLaren também levaram seus dois pilotos ao Q3.
Eliminados: Sebastian Vettel (Ferrari), Pierre Gasly (AlphaTauri), Daniil Kvyat (AlphaTauri), Esteban Ocon (Renault) e Romain Grosjean (Haas).
Q3
Logo na abertura do Q3, Valtteri Bottas quebrou o recorde da pista ao marcar 1m02s969, enquanto Lewis Hamilton ficou 0s122 atrás do companheiro. Max Verstappen foi o que ficou menos longe da dupla da Mercedes ao fazer 1m03s551. Na última tentativa, Bottas deu uma escapada, rodou e perdeu a volta, mas Hamilton não conseguiu superar a marca do companheiro de equipe, ficando a apenas 0s012 do finlandês. Verstappen confirmou o terceiro lugar, com Norris fechando a segunda fila.
Com a bandeira amarela no local da escapada de Bottas, os pilotos que vinham atrás tiveram suas últimas tentativas prejudicadas. Daniel Ricciardo inclusive reclamou e disse que a bandeira amarela foi desnecessária.

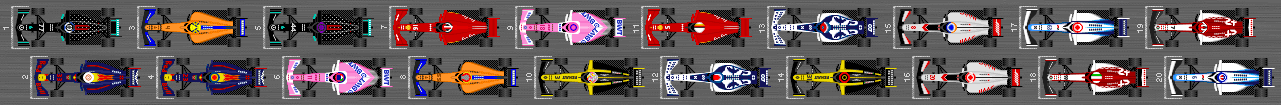
Grid de Largada

### Pré-corrida
Antes, muita movimentação nos bastidores por conta do protesto da Red Bull em relação ao fato de Lewis Hamilton ter ignorado os sinais de bandeira amarela na sua volta rápida no Q3 de sábado. A FIA acatou e promoveu Max Verstappen à segunda posição do grid, com Lewis Hamilton caindo para quinto.
Antes do início da prova, Lewis Hamilton liderou a manifestação em frente à linha de chegada contra o racismo, incluindo colocar um joelho no chão. Todos os pilotos usaram camisetas pretas com a inscrição “End Racism”. A exceção foi o líder, que usou uma peça onde se lia “Black Lives Matter”. Chamou atenção o fato de ele próprio e Vettel não utilizarem máscara na cerimônia.
Max Verstappen, Charles Leclerc, Carlos Sainz Jr., Daniil Kvyat, Kimi Räikkönen e Antonio Giovinazzi preferiram não ajoelhar e ficaram de pé. Os demais seguiram o gesto do inglês e se ajoelharam: Sebastian Vettel, Valtteri Bottas, Daniel Ricciardo, Romain Grosjean, Esteban Ocon, Sergio Pérez, Kevin Magnussen, Lance Stroll, Lando Norris, Pierre Gasly, George Russell, Nicholas Latifi e Alex Albon.

### Corrida
Na largada, Bottas sustentou a liderança depois de ter largado na pole. Verstappen ficou lado a lado com Norris, mas se segurou na segunda colocação, seguido pelo britânico e por Alexander Albon, outro que se manteve na posição de largada, assim como Hamilton e Sergio Pérez. O mexicano teve uma disputa roda a roda com a Ferrari de Charles Leclerc, mas conseguiu permanecer em sexto.
O grande ponto da corrida foi a estratégia, com Verstappen sendo o único dentre os dez primeiros do grid a largar com pneus médios. Norris, por sua vez, mostrava que a McLaren tinha um ritmo inferior ao da Red Bull e foi ultrapassado por Albon e também pela Mercedes de Hamilton, caindo para quinto. Pérez, Leclerc, Sainz, Stroll e Vettel fechavam o top-5 com cinco voltas completadas.
Na nona volta, Hamilton fez a ultrapassagem sobre Albon, até com tranquilidade, e subiu para terceiro. O hexacampeão partia para cima de Verstappen, enquanto Pérez tentava chegar na McLaren de Norris. Leclerc, por sua vez, sequer conseguia disputar posição com os dois.
A grande aposta da Red Bull para lutar pela vitória contra a Mercedes naufragou na volta 11. Verstappen enfrentou um problema elétrico no carro e ficou se arrastando na pista, despencando de segundo para último. O holandês chegou aos boxes, mas teve de abandonar a corrida em seguida.
No pelotão intermediário, Stroll, Vettel e Ricciardo disputavam a oitava posição. Até que o australiano teve problemas no motor e foi o segundo piloto do domingo a recolher, o que aconteceu na volta 19. Ao mesmo tempo, Stroll, que também vinha com problemas de motor, era superado pela Ferrari #5. Ainda mais atrás, Räikkönen deixava Giovinazzi para trás e subia para 14º na batalha interna na Alfa Romeo.
Stroll não teve vida longa na corrida e abandonou na volta 22. Um pouco antes, Romain Grosjean, rodava no miolo do circuito. Mas o franco-suíço conseguiu permanecer na prova com o carro da Haas.
Hamilton tinha ritmo mais forte que Bottas e reduzia a vantagem do finlandês volta a volta, indicando uma bela briga pela vitória. Mais atrás, Kevin Magnussen se defendia da pressão de Esteban Ocon, não conseguiu frear e passou reto na entrada da curva 3. A direção de prova acionou o carro de segurança para remover o carro do dinamarquês na volta 27.
A bandeira amarela levou todo mundo para os boxes. A Mercedes inclusive chamou seus dois pilotos praticamente ao mesmo tempo. Pérez e Norris pararam quase juntos, mas a Racing Point liberou o mexicano após a parada em situação perigosa, o que quase causou a batida na McLaren do jovem inglês.
A bandeira verde foi acionada na volta 31. Bottas manteve a liderança, seguido por Hamilton, Albon, Norris, Pérez e Leclerc. Vettel forçou a ultrapassagem sobre Sainz por dentro na entrada da curva 3, fritou os pneus, chegou a tocar na McLaren e rodou, caindo para 15º.
Na volta seguinte, Pérez tirou proveito da performance dos pneus médios para fazer a ultrapassagem sobre Norris e assumir a quarta posição. O inglês, que vinha com pneus duros, passava a ser pressionado por Leclerc, também com os compostos brancos.
Com seguidas voltas mais rápidas, Hamilton lutava para se aproximar de Bottas, reduzindo a diferença para menos de 1s. O finlandês acelerava para buscar a vitória e andava no limite para evitar a ultrapassagem. Da mesma forma, Lewis mantinha uma pilotagem bastante agressiva e sem erros. Durante a disputa, a Mercedes, por meio do chefe de estratégia James Vowles, avisou aos seus pilotos sobre problemas nos sensores dos carros e pediu para que os dois não atacassem tanto as zebras. Havia uma grande preocupação com um crítico problema no câmbio. Mesmo longe de ser um dos protagonistas, George Russell andava bem com a Williams e aparecia em 13º, no mesmo ritmo das Alfa Romeo de Giovinazzi e Räikkönen.
Com 20 voltas para o fim, contudo, a jornada de Russell se encerrou neste domingo depois de problemas no motor. Grosjean também abandonou depois de reportar problemas nos freios.
A posição do carro da Williams, parado no gramado da curva 4, levou a direção de prova a acionar pela segunda vez o carro de segurança. Albon, Leclerc e Norris aproveitaram a bandeira amarela e colocaram pneus novos: macios para o piloto da Red Bull e médios para os outros dois. A Mercedes decidiu manter seus pilotos na pista com compostos usados, assim como a Racing Point. Assim, o top-3 tinha Bottas, Hamilton e Pérez, mas Albon mostrava ter grandes perspectivas por fazer as últimas voltas com pneus macios, já que a dupla da Mercedes nem sequer poderia mais atacar as zebras.
A relargada foi autorizada na volta 55. Deu tempo de Albon passar Pérez na entrada da curva 3 e assumir a terceira posição. Pouco depois, o SC voltou à pista após Räikkönen ter a suspensão dianteira direita do carro quebrada após passar pelas curvas 9 e 10. A roda se soltou do carro do finlandês, que abandonou em seguida.
Nova relargada na volta 61. Albon partiu para cima de Hamilton e colocou por fora para fazer a ultrapassagem, mas os dois reviveram a polêmica do GP do Brasil do ano passado e se tocaram na curva 4. Pior para o anglo-tailandês, que rodou e caiu para 13º. Expectativa, pois, do terceiro protesto da Red Bull no fim de semana contra a Mercedes. Sem a concorrência de Albon, Bottas tinha caminho livre para vencer o GP da Áustria. Hamilton seguia em segundo, mas estava sob investigação pelo incidente, enquanto Pérez e Norris lutavam pelo pódio com Leclerc. O monegasco fez grande manobra para deixar a McLaren para trás e partir para cima da ‘Mercedes rosa’ do mexicano. Em seguida, a direção de prova definiu a punição a Hamilton: 5s acrescidos ao tempo de corrida. Ao mesmo tempo, Leclerc ultrapassava Pérez para assumir a terceira posição. O piloto de Guadalajara também foi punido por ter excedido a velocidade no pit-lane. Ao mesmo tempo, Albon era mais um a abandonar a disputa.
O desfecho da corrida teve ainda a colisão da AlphaTauri de Daniil Kvyat antes de Bottas partir firme para uma grande vitória. Hamilton passou logo atrás, mas por conta da punição de 5s terminou em quarto, atrás dos surpreendentes Leclerc e Norris.

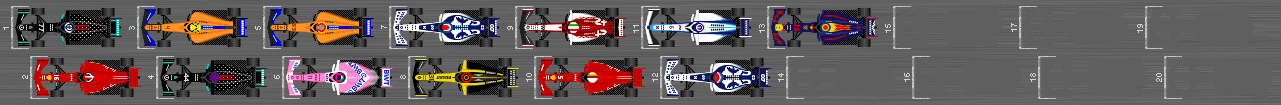
Resultado da Corrida

## Pneus
| Nome do composto | Cor | Banda de rolamento | Condições de Tempo | Dry Type                           | Aderência       | Longevidade   |
| ---------------- | --- | ------------------ | ------------------ | ---------------------------------- | --------------- | ------------- |
| Macio (C4)       |     | Slick (P Zero)     | Seco               | Soft                               | Mais aderência  | Menos durável |
| Médio (C3)       |     | Slick (P Zero)     | Seco               | Medium                             | Médio           | Médio         |
| Duro (C2)        |     | Slick (P Zero)     | Seco               | Hard                               | Menos aderência | Mais durável  |
| Intermediário    |     | Sulcos (Cinturato) | Molhado            | Intermediate (água não estagnante) | —               | —             |
| Chuva            |     | Sulcos (Cinturato) | Molhado            | Wet (água estagnante)              | —               | —             |

| Escolhas de Pneus de cada piloto para o GP da Áustria: | Escolhas de Pneus de cada piloto para o GP da Áustria: | Escolhas de Pneus de cada piloto para o GP da Áustria: | Escolhas de Pneus de cada piloto para o GP da Áustria: | Escolhas de Pneus de cada piloto para o GP da Áustria: | Escolhas de Pneus de cada piloto para o GP da Áustria: |
| ------------------------------------------------------ | ------------------------------------------------------ | ------------------------------------------------------ | ------------------------------------------------------ | ------------------------------------------------------ | ------------------------------------------------------ |
| Nº                                                     | Pilotos                                                | Equipe(s)                                              | Duro                                                   | Médio                                                  | Macio                                                  |
| 44                                                     | Lewis Hamilton                                         | Mercedes                                               | 2                                                      | 3                                                      | 8                                                      |
| 77                                                     | Valtteri Bottas                                        | Mercedes                                               | 2                                                      | 3                                                      | 8                                                      |
| 5                                                      | Sebastian Vettel                                       | Ferrari                                                | 2                                                      | 3                                                      | 8                                                      |
| 16                                                     | Charles Leclerc                                        | Ferrari                                                | 2                                                      | 3                                                      | 8                                                      |
| 23                                                     | Alexander Albon                                        | Red Bull-Honda                                         | 2                                                      | 3                                                      | 8                                                      |
| 33                                                     | Max Verstappen                                         | Red Bull-Honda                                         | 2                                                      | 3                                                      | 8                                                      |
| 3                                                      | Daniel Ricciardo                                       | Renault                                                | 2                                                      | 3                                                      | 8                                                      |
| 31                                                     | Esteban Ocon                                           | Renault                                                | 2                                                      | 3                                                      | 8                                                      |
| 8                                                      | Romain Grosjean                                        | Haas-Ferrari                                           | 2                                                      | 3                                                      | 8                                                      |
| 20                                                     | Kevin Magnussen                                        | Haas-Ferrari                                           | 2                                                      | 3                                                      | 8                                                      |
| 55                                                     | Carlos Sainz Jr.                                       | McLaren-Renault                                        | 2                                                      | 3                                                      | 8                                                      |
| 4                                                      | Lando Norris                                           | McLaren-Renault                                        | 2                                                      | 3                                                      | 8                                                      |
| 11                                                     | Sergio Pérez                                           | Racing Point-Mercedes                                  | 2                                                      | 3                                                      | 8                                                      |
| 18                                                     | Lance Stroll                                           | Racing Point-Mercedes                                  | 2                                                      | 3                                                      | 8                                                      |
| 7                                                      | Kimi Raikkonen                                         | Alfa Romeo Racing-Ferrari                              | 2                                                      | 3                                                      | 8                                                      |
| 99                                                     | Antonio Giovinazzi                                     | Alfa Romeo Racing-Ferrari                              | 2                                                      | 3                                                      | 8                                                      |
| 10                                                     | Pierre Gasly                                           | AlphaTauri-Honda                                       | 2                                                      | 3                                                      | 8                                                      |
| 26                                                     | Daniil Kvyat                                           | AlphaTauri-Honda                                       | 2                                                      | 3                                                      | 8                                                      |
| 6                                                      | Nicholas Latifi                                        | Williams-Mercedes                                      | 2                                                      | 3                                                      | 8                                                      |
| 63                                                     | George Russell                                         | Williams-Mercedes                                      | 2                                                      | 3                                                      | 8                                                      |

## Resultados

### Treino classificatório
| 1                        | 77 | Valtteri Bottas    | Mercedes              | 1:04.111 | 1:03.015 | 1:02.939 | 1    |
| 2                        | 44 | Lewis Hamilton     | Mercedes              | 1:04.198 | 1:03.096 | 1:02.951 | 5[a] |
| 3                        | 33 | Max Verstappen     | Red Bull-Honda        | 1:04.024 | 1:04.000 | 1:03.477 | 2    |
| 4                        | 4  | Lando Norris       | McLaren-Renault       | 1:04.606 | 1:03.819 | 1:03.626 | 3    |
| 5                        | 23 | Alexander Albon    | Red Bull-Honda        | 1:04.661 | 1:03.746 | 1:03.868 | 4    |
| 6                        | 11 | Sergio Pérez       | Racing Point-Mercedes | 1:04.543 | 1:03.860 | 1:03.868 | 6    |
| 7                        | 16 | Charles Leclerc    | Ferrari               | 1:04.500 | 1:04.041 | 1:03.923 | 7    |
| 8                        | 55 | Carlos Sainz Jr.   | McLaren-Renault       | 1:04.537 | 1:03.971 | 1:03.971 | 8    |
| 9                        | 18 | Lance Stroll       | Racing Point-Mercedes | 1:04.309 | 1:03.955 | 1:04.029 | 9    |
| 10                       | 3  | Daniel Ricciardo   | Renault               | 1:04.556 | 1:04.023 | 1:04.239 | 10   |
| 11                       | 5  | Sebastian Vettel   | Ferrari               | 1:04.554 | 1:04.206 | —        | 11   |
| 12                       | 10 | Pierre Gasly       | Alpha Tauri-Honda     | 1:04.603 | 1:04.305 | —        | 12   |
| 13                       | 26 | Daniil Kvyat       | Alpha Tauri-Honda     | 1:05.031 | 1:04.431 | —        | 13   |
| 14                       | 31 | Esteban Ocon       | Renault               | 1:04.993 | 1:04.643 | —        | 14   |
| 15                       | 8  | Romain Grosjean    | Haas-Ferrari          | 1:05.094 | 1:04.691 | —        | 15   |
| 16                       | 20 | Kevin Magnussen    | Haas-Ferrari          | 1:05.164 | —        | —        | 16   |
| 17                       | 63 | George Russell     | Williams-Mercedes     | 1:05.167 | —        | —        | 17   |
| 18                       | 99 | Antonio Giovinazzi | Alfa Romeo-Ferrari    | 1:05.175 | —        | —        | 18   |
| 19                       | 7  | Kimi Räikkönen     | Alfa Romeo-Ferrari    | 1:05.224 | —        | —        | 19   |
| 20                       | 6  | Nicholas Latifi    | Williams-Mercedes     | 1:05.737 | —        | —        | 20   |
| Tempo dos 107%: 1:08.505 |    |                    |                       |          |          |          |      |
| Fonte:                   |    |                    |                       |          |          |          |      |

Notas
[a] ^  – Lewis Hamilton (Mercedes) foi punido com a perda de três posições no grid, por não diminuir a velocidade no Q3 em um trecho da pista que estava com bandeira amarela por conta de um incidente com Valtteri Bottas (Mercedes).

### Corrida
| 1                                                                       | 77 | Valtteri Bottas    | Mercedes              | 71 | 1:30:55.739            | 1  | 25   |
| 2                                                                       | 16 | Charles Leclerc    | Ferrari               | 71 | +2.700s                | 7  | 18   |
| 3                                                                       | 4  | Lando Norris       | McLaren-Renault       | 71 | +5.491s                | 3  | 15+1 |
| 4                                                                       | 44 | Lewis Hamilton     | Mercedes              | 71 | +5.689s[b]             | 5  | 12   |
| 5                                                                       | 55 | Carlos Sainz Jr.   | McLaren-Renault       | 71 | +8.903s                | 8  | 10   |
| 6                                                                       | 11 | Sergio Pérez       | Racing Point-Mercedes | 71 | +15.092s[c]            | 6  | 8    |
| 7                                                                       | 10 | Pierre Gasly       | Alpha Tauri-Honda     | 71 | +16.682s               | 12 | 6    |
| 8                                                                       | 31 | Esteban Ocon       | Renault               | 71 | +17.456s               | 14 | 4    |
| 9                                                                       | 99 | Antonio Giovinazzi | Alfa Romeo-Ferrari    | 71 | +21.146s               | 18 | 2    |
| 10                                                                      | 5  | Sebastian Vettel   | Ferrari               | 71 | +24.545s               | 11 | 1    |
| 11                                                                      | 6  | Nicholas Latifi    | Williams-Mercedes     | 71 | +31.650s               | 20 |      |
| 12‡                                                                     | 26 | Daniil Kvyat       | Alpha Tauri-Honda     | 69 | Suspensão              | 13 |      |
| 13‡                                                                     | 23 | Alexander Albon    | Red Bull-Honda        | 67 | Elétrico               | 4  |      |
| Ret                                                                     | 7  | Kimi Räikkönen     | Alfa Romeo-Ferrari    | 53 | Pneu Solto             | 19 |      |
| Ret                                                                     | 63 | George Russell     | Williams-Mercedes     | 49 | Pressão de Combustível | 17 |      |
| Ret                                                                     | 8  | Romain Grosjean    | Haas-Ferrari          | 49 | Freios                 | 15 |      |
| Ret                                                                     | 20 | Kevin Magnussen    | Haas-Ferrari          | 24 | Freios                 | 16 |      |
| Ret                                                                     | 18 | Lance Stroll       | Racing Point-Mercedes | 20 | Motor                  | 9  |      |
| Ret                                                                     | 3  | Daniel Ricciardo   | Renault               | 17 | Superaquecimento       | 10 |      |
| Ret                                                                     | 33 | Max Verstappen     | Red Bull-Honda        | 11 | Elétrico               | 2  |      |
| Volta mais rápida: Lando Norris (McLaren-Renault) – 1:07.475 (volta 71) |    |                    |                       |    |                        |    |      |
| Fonte:                                                                  |    |                    |                       |    |                        |    |      |

[b] ^  – Lewis Hamilton (Mercedes) foi punido com cinco segundos em seu tempo final por causar uma colisão com Alexander Albon (Red Bull-Honda) na volta 64.
[c] ^  – Sergio Pérez (Racing Point-Mercedes) foi punido com cinco segundos em seu tempo final por exceder a velocidade no pit lane.

## Curiosidades
- Marcou a estreia de Nicholas Latifi na Fórmula 1.
- Primeiro grande prémio de Esteban Ocon na Fórmula 1 desde o Grande Prêmio de Abu Dhabi de 2018.
- Primeiro pódio de Lando Norris na Fórmula 1. Se torna o terceiro piloto mais jovem a subir no pódio com 20 anos e 235 dias.
- Primeira volta mais rápida de Lando Norris na Fórmula 1.
- Valtteri Bottas venceu a estreia da temporada pelo segundo ano consecutivo (2019 e 2020), desta vez liderando do início ao fim.
- Lewis Hamilton colidiu com Alexander Albon enquanto este o tentava ultrapassar, algo que já teria acontecido no Grande Prêmio do Brasil de 2019

## Voltas na liderança
| Nº de Voltas | Piloto          | Voltas |
| ------------ | --------------- | ------ |
| 71           | Valtteri Bottas | 1-71   |

## 2020DHLFastest Pit Stop Award
| 1      | 23 | Alexander Albon    | Red Bull-Honda            | 2.35 | 25 |
| 2      | 63 | George Russell     | Williams-Mercedes         | 2.44 | 18 |
| 3      | 44 | Lewis Hamilton     | Mercedes                  | 2.52 | 15 |
| 4      | 31 | Esteban Ocon       | Renault                   | 2.73 | 12 |
| 5      | 16 | Charles Leclerc    | Ferrari                   | 2.74 | 10 |
| 6      | 26 | Daniil Kvyat       | Alpha Tauri-Honda         | 2.80 | 8  |
| 7      | 77 | Valtteri Bottas    | Mercedes                  | 2.81 | 6  |
| 8      | 11 | Sergio Pérez       | Racing Point-Mercedes     | 2.81 | 4  |
| 9      | 6  | Nicholas Latifi    | Williams-Mercedes         | 2.82 | 2  |
| 10     | 99 | Antonio Giovinazzi | Alfa Romeo Racing-Ferrari | 2.84 | 1  |
| Fonte: |    |                    |                           |      |    |

### Classificação
| Tabela do DHL Fastest Pit Stop Award \| Pos \| Construtor \| Pontos \| \| --- \| ------------------------- \| ------ \| \| 1 \| Red Bull-Honda \| 25 \| \| 2 \| Mercedes \| 21 \| \| 3 \| Williams-Mercedes \| 20 \| \| 4 \| Renault \| 12 \| \| 5 \| Ferrari \| 10 \| \| 6 \| AlphaTauri-Honda \| 8 \| \| 7 \| Racing Point-Mercedes \| 4 \| \| 8 \| Alfa Romeo Racing-Ferrari \| 1 \| \| 9 \| Haas-Ferrari \| 0 \| \| 10 \| McLaren-Renault \| 0 \| |                           |        |
| Pos | Construtor                | Pontos |
| 1 | Red Bull-Honda            | 25     |
| 2 | Mercedes                  | 21     |
| 3 | Williams-Mercedes         | 20     |
| 4 | Renault                   | 12     |
| 5 | Ferrari                   | 10     |
| 6 | AlphaTauri-Honda          | 8      |
| 7 | Racing Point-Mercedes     | 4      |
| 8 | Alfa Romeo Racing-Ferrari | 1      |
| 9 | Haas-Ferrari              | 0      |
| 10 | McLaren-Renault           | 0      |

## Tabela do campeonato após a corrida
Somente as cinco primeiras posições estão incluídas nas tabelas.
| Pos | Piloto           | Pontos |
| --- | ---------------- | ------ |
| 1   | Valtteri Bottas  | 25     |
| 2   | Charles Leclerc  | 18     |
| 3   | Lando Norris     | 16     |
| 4   | Lewis Hamilton   | 12     |
| 5   | Carlos Sainz Jr. | 10     |

| Pos | Construtor            | Pontos |
| --- | --------------------- | ------ |
| 1   | Mercedes              | 37     |
| 2   | McLaren-Renault       | 26     |
| 3   | Ferrari               | 19     |
| 4   | Racing Point-Mercedes | 8      |
| 5   | Alpha Tauri-Honda     | 6      |